# Evala
evala（えばら、1976年8月16日 - 、本名：江原 寛人）は日本の音楽家、サウンドアーティスト。京都府与謝郡与謝野町出身。「See by Your Ears」主宰。 

## 略歴
幼少期に地元・京丹後でサウンドアーティストの鈴木昭男と出会う。
2004年、音楽レーベル「port」設立。2006年、ソロアルバム『initial』でデビュー。2010年には複雑系理論の応用による『ttm studies 08』、自然環境音をベースとした『acoustic bend』を続けざまに発表。以降は実空間での創作に専念するようになり、アルバム単位での作品リリースは行わなくなった。
2007年より音の日記「hacking tone」を公開している。
2013年、無響室での立体音響サウンドインスタレーション『大きな耳をもったキツネ』をNTTインターコミュニケーション・センター [ICC]（東京）で発表。鈴木昭男が演奏で参加。同美術館にて2014年、2017年、2023年、2024年、2025年に再展示を行う。
2016年、3台のメトロノーム音がリアルタイムで音響空間を変容させていく『hearing things #Metronome』を発表。「音のVR」と評されVRクリエイティブアワード2017 優秀賞を受賞する。
2017年、「耳で視る」をコンセプトに、新しい聴覚体験を創出するプロジェクト「See by Your Ears」を始動。独自の創作手法を「空間的作曲」と提唱する。
2018年、ソニーの波面合成技術を用いた576ch音響インスタレーション『音響回廊"オデッセイ"』を、ソニー、Kimchi and Chipsと連名で発表。第21回文化庁メディア芸術祭審査委員推薦賞を受賞。
2019年、約330年余の歴史をもつ日本庭園・中津万象園（香川県丸亀市）を舞台に、音の展覧会『聴象発景』を鈴木昭男を迎えて開催。2021年には『聴象発景』の疑似体験ができるバイノーラル技術を用いたヘッドフォン観賞用の空間音響アルバムを発表し、アルス・エレクトロニカ賞 2021 デジタルミュージック＆サウンドアート部門にて栄誉賞を受賞。
2020年、完全な暗闇の中で体験する音だけの映画、インビジブル・シネマ『Sea、 See、 She – まだ見ぬ君へ』をスパイラルホールで世界初上映。第24回文化庁メディア芸術祭アート部門 優秀賞を受賞し、2021年に凱旋公演を行う。
2021年、大阪芸術大学 音楽学科客員教授に就任。1981年に設立された半球形サラウンドシアター「実験ドーム」の改修ディレクターを務める。
2024年、個展「evala 現われる場 消滅する像」をICCにて開催。ICCではローリー・アンダーソンを招聘した2005年以来の全館展示となり、無響室や約400平米の展示室などを用いて大小８つのサウンドインスタレーションが展示された。会期終了が近づくにつれて混雑したため開館時間の延長を行うなど反響が大きく、サウンドアートをより身近なものへ開いた功績と、これまでの一貫した創作活動が評価され、アルス・エレクトロニカ賞 2025「冨田勲特別賞」を日本人で初受賞する。
2025年、ジョン・ケージの「4分33秒」（1952年）から「evala 現われる場 消滅する像」までのサウンドアート年表が、ICCアーカイヴにて公開される。

## 主な受賞作品
- 『ebb tide』(evala)
  - Prix Ars Electronica 2025  Isao Tomita Special Prize（冨田勲特別賞）
- 『聴象発景 in Rittor Base - HPL ver』（evala）
  - Prix Ars Electronica 2021 Digital Musics & Sound Art部門 栄誉賞
- 『Sea, See, She - まだ見ぬ君へ』（evala）
  - 第24回 文化庁メディア芸術祭 アート部門 優秀賞
- 『border 2021』（ELEVENPLAY / evala / Takayuki Fujimoto / Motoi Ishibashi / Daito Manabe / MIKIKO / Rhizomatiks）
  - STARTS Prize 2021 Nomination[21]
- 『Journey on the Tongue』（諏訪綾子、evala、筧康明）
  - STARTS Prize 2019 Nomination[22]
- 『Acoustic Vessel Odyssey』（ソニー株式会社、evala、Kimchi&Chips）
  - 第21回 文化庁メディア芸術祭 エンタテイメント部門 審査委員推薦賞
- 『phosphere』（Rhizomatiks Research、ELEVENPLAY、evala、Takayuki Fujimoto）
  - Prix Ars Electronica 2018 栄誉賞[23]
- 『hearing things #Metronome』（evala）
  - VRクリエイティブアワード2017 優秀賞
- 『border』（Rhizomatiks Research / ELEVENPLAY / evala / Takayuki Fujimoto） 
  - VRクリエイティブアワード2016 優秀賞
- 『Perfume World Tour 2nd』（MIKIKO、Rhizomatiks、Yasutaka Nakata、TAKCOM、evala）
  - 第17回 文化庁メディア芸術祭 エンタテイメント部門  審査員推薦賞[24]

## インスタレーション

### ソロ作品
- 『hacking tone』（2007年 - ）
- 『void-inflection』（2011年/山口情報芸術センター）
- 『Steppingstone』（2013年/経済産業省クール・ジャパン・ファンドオフィス）
- 『大きな耳をもったキツネ』（2013年/NTTインターコミュニケーション・センター）
- 『大きな耳をもったキツネ』（2014年/NTTインターコミュニケーション・センター）
- 『hearing things #Metronome』（2016年/WIRED Lab.）
- 『Otocyon Megalotis』（2017年/Sónar+D）
- 『Our Muse』（2017年/NTTインターコミュニケーション・センター）
- 『Acoustic Vessel “Odyssey”』 with Sony, Kimchi and Chips（2018年/SXSW）
- 『Our Muse / Womb of the Ants』（2018年/Asia Culture Center）
- 『Invisible VR "Caico"』w/資生堂, NHK Enterpises（2019年/SXSW）
- 『Touch that Sound!』w/中野雅之(BOOM BOOM SATELLITES),  Cornelius, Hello, Wendy! + zAk, 清水靖晃（2019年/Rittor Base）
- 『聴象発景』w/鈴木昭男 （2019年/中津万象園 丸亀美術館）
- 『Score of Presence "Gravity of Bird"』 （2019年/高松空港）
- 『Haze』 （2020年/十和田市現代美術館）
- 『Grass Calls』 （2020年/GINZA SIX）
- 『Score of Presence』 （2021年/Article Atelier & Gallery）
- 『-a』 （2021年/21_21 DESIGN SIGHT）
- 『Alaya Crossing』（2022年/法相宗大本山 薬師寺）
- 『Inter-Scape 22』（2022年/東京都庭園美術館）
- 『Alaya Crossing - Dome ver.』 （2022年/大阪芸術大学実験ドーム）
- 『大きな耳をもったキツネ』『Our Muse』（2023-24年/NTTインターコミュニケーション・センター）
- 『Score of Presence』 （2023年/LOWW）
- 『Sprout』 （2024年/Bunkamura Studio）
- 『Inter-Scape "-a" 』 （2024年/ENNOVA ART MUSEUM）
- 『ebb tide』（2024年/NTTインターコミュニケーション・センター）
- 『Sprout "fizz"』（2024年/NTTインターコミュニケーション・センター）
- 『Inter-Scape "slit"』 （2024年/NTTインターコミュニケーション・センター）
- 『Embryo』（2024年/NTTインターコミュニケーション・センター）
- 『Studies for』（2024年/NTTインターコミュニケーション・センター）
- 『Score of Presence』（2024年/NTTインターコミュニケーション・センター）
- 『大きな耳をもったキツネ』『Our Muse』（2024年/NTTインターコミュニケーション・センター）
- 『Fragrance “purr”』 （2025年/SusHi Tech Square）
- 『大きな耳をもったキツネ』『Our Muse』（2025年/NTTインターコミュニケーション・センター）

### コラボレーション作品
- 渋谷慶一郎 ＋ evala『for maria anechoic room version』（2010年/NTTインターコミュニケーション・センター）
- 藤井直敬 ＋ GRINDER-MAN ＋ evala『The Mirror』（2015年 - ）
- Rhizomatiks Research x evala x Kinsei『border installation version』（2016年/山口情報芸術センター）
- 藤井直敬 ＋ GRINDER-MAN ＋ evala『Neighbor』（2016年 - ）
- 諏訪綾子, evala, 筧康明『Journey on the Tongue』（2019年/INTERSECT BY LEXUS）
- Synesthesia Lab feat. evala『Synesthesia X1 - 2.44』（2019年/Media Ambition Tokyo）
- Synesthesia Lab feat. evala『Synesthesia X1 - 2.44 Hazo』（2021年/東京国際クルーズターミナル,Media Ambition Tokyo）
- 池上高志 ＋ evala ＋ 新津保建秀『MTM (Mind Time Machine) II』（2023年/東京大学先端科学技術研究センター）
- evala + 真鍋大度『TEST PATTERN FOR EXPERIMENTAL DOME』（2024年/大阪芸術大学実験ドーム）
- evala + Itsuki Doi『Time Tone』（2025年/大阪関西万博）

### 参加作品
- 藤幡正樹『Off-Sense 離常識〈オフセンス〉な世界』（2006年） -サウンドプログラム
- 渋谷慶一郎＋池上高志『filmachine』（2006年） -3Dサウンドプログラム
- 三上晴子『Eye-Tracking Informatics ~視線のモルフォロジー』（2011年） -サウンドデザイン
- 杉本博司『Lost Human Genetic Archive展』（2014年）- 3Dサウンドプログラム
- 蜷川実花『Self-imag展』（2015年）- 音響プログラム

## 公演／コンサート
- 『solo concert 28ch sound system』(2010年/Super Deluxe)
- 『Sea, See, She -まだ見ぬ君へ 』Live-set @MUTEK.jp（2018年/日本科学未来館 Symbol Zone）
- 『Sea, See, She -まだ見ぬ君へ 』プレ公演コンサート （2019年/スパイラルホール）
- インビジブル・シネマ『Sea, See, She -まだ見ぬ君へ 』ワールドプレミア公演 （2020年/スパイラルホール）
- 『Hacking Tone Streaming』（2020年/RITTOR BASE）
- インビジブル・シネマ『Sea, See, She -まだ見ぬ君へ 』第24回文化庁メディア芸術祭受賞公演 （2021年/スパイラルホール）
- 『聴象発景 in Rittor Base – Live Performance ver』 （2021年/Ars Electronica Festival 2021）

## ディスコグラフィ

### アルバム
- CD『initial』（port, 2006年）
- CD『ttm studies 08』（port, 2010年）
- CD『acoustic bend』（port, 2010年）
- CD『white sonorant』（PROGRESSIVE FOrM, 2011年）- Bajune Tobetaと共作
- CD『music for border』（port, 2015年）
- 配信『"MTM [Mind Time Machine]" Takashi Ikegami』（SbYE, 2021年）
- 配信『"MOSAIC" ELEVENPLAY』（SbYE, 2021年）
- 配信『"MOVING SHADOW" Yoko Ando』（SbYE, 2021年）
- 配信『聴象発景 in Rittor Base – HPL ver』（RittorBase Records, 2021年）

### コンピレーション
- CD『60 sound artist protest the war』（ATAK, 2003年）
- CD『port doc.1-』5（port, 2004年）
- CD『ATAK017 Sacrifice Soundtrack for Seiji "Fish on Land"』（ATAK, 2012年）
＊伊勢谷友介監督作品 映画「セイジ -陸の魚-」サウンドトラックCD

### DVD
- ATAK011 LIVE DVD ATAK NIGHT3（2007年）

### 楽曲提供
- Perfume
  - 『Perfume 4th Tour in DOME 「LEVEL3」』- M1 「Opening - 4th Tour in Dome - 」 （2014年）
  - 『Perfume WORLD TOUR 2nd』- M1 「Opening - World Tour 2nd -」（2014年）
  - 『Perfume × Technology "Reframe"』- M1 「Recollect」（2018年）
  - 『Perfume × Technology "Reframe"』- M8 「Three Walks」（2018年）
  - 『Perfume 7th Tour 2018 "FUTURE POP"』- M1 「External Archivists」 （2019年）
- 初音ミク『「マジカルミライ 2014」in OSAKA』- M1 「High-energy Particle」（2015年）

### その他
- 倖田來未『「Dance In The Rain 」VR Music Video』（2014年）- サウンドディレクション
- ONE OK ROCK 『「Mighty Long Hall」LIVE SENSATION』（2015年）- 3Dサウンドリミックス
- サカナクション 『Aoi』NHKメディアテクノロジー x NHKエンタープライズ 8K×3D×22.2ch version（2015年）- 22.2chリミックス

## 舞台音楽
- 川口隆夫(ダムタイプ)『TABLEMIND』（2011年）
- ボーカロイド・オペラ『THE END』（2012年 - ）-サラウンドプログラム
- GRINDER-MAN『MIRAGE』（2012年）
- ELEVENPLAY『MOSAIC』（2014年）
- 安藤洋子 ＋YCAM InterLab『Dividual Plays 身体の無意識とシステムとの対話』（2015年）
- Rhizomatiks Research＋ELEVENPLAY『border』（2015年）
- ルイ・ヴィトン 『DANCE WITH AI』w/森山未來, MIKIKO, 真鍋大度, 川村元気（2016年）
- Rhizomatiks Research＋ELEVENPLAY『phosphere』（2017年）
- 野村萬斎 x 真鍋大度『FORM』（2017年）- 音響演出
- ELEVENPLAY 『Nu.』（2019年）
- Rhizomatiks＋ELEVENPLAY『border2021』（2021年）
- ZOU-NO-HANA BALLET PROJECT『Walk Installation ARUKU vol.2, vol.3』（2022年）
- DaBYダンスプロジェクト 鈴木竜 x 大巻伸嗣 x evala『Rain』（2023年）

## 映画音楽
- セイジ -陸の魚- （2012年/伊勢谷友介監督作品）
- TRANSPHERE（2019年/関根光才監督作品 / グランドシネマサンシャインIMAX 開業記念作品）
- ホリック xxxHOLiC（2022年/蜷川実花監督作品）*アヤカシ サウンドデザイン

## 作曲／サウンドデザイン／サウンドプロデュース
- 日本科学未来館 『世界の終わりのものがたり展』（2012年）
- ナイキ Free "THE SUPER NATURAL RIDE"『FLEXIBILITY EXPERIENCE』（2012年）
- ルイ・ヴィトン『Timeless Muse展』（2013年）
- 東京モーターショー 『Mobility scape Tokyo』（2013年）
- プラチナ・ギルド・インターナショナル『PLATINUM SPHERE PORTRAIT』PV（2014年）
- スターチャイルド ムービングロゴ（2014年）
- ラックス 『25th Anniversary 「Bloom to Shine」』（2014年）
- エルメス『Leather Forever』（2014年）
- SMAP×SMAP『FACE HACKING』（2014年）
- ハウステンボス『NIGHTMARE LABORATORY』（2015年 - ）
- ジェイアイエヌ MEME『MIND UNIVERSE』（2015年/Milano Salone）- 佐藤卓+Rhizomatiks+EVALA
- アウディ 『Audi TT Landing, Japan』（2015年）
- トヨタ 『Toyota New Global Architecture』（2015年）
- ZUCCa 『2016S/S ”Moving Shadow”』（2015年）
- シチズン時計 『time is TIME』（2016年/Milano Salone） - 田根剛-空間デザイン
- NHKスペシャル『天使か悪魔か 羽生善治 人工知能を探る』（2016年5月15日）テーマ楽曲
- CeBIT 2017 Opening Ceremony, Japan Show Act『Breathing with BIT』（2017年）
- セガ　サウンドロゴ　新CI（2017年 - ）
- ドン・ペリニヨン Vintage 2009 Limited Edition（2017年）
- NTTドコモ FUTURE-EXPERIMENT（2017年）
- 渋谷ストリーム 2-3F サウンド演出（2018年 - 常設）
- ハウステンボス Xsenseライド『ミッション・ディープシー』音楽音響（2024年 - 常設）
- 森山大道「DAIDO SLIDE」特別映像 - 監督: 関根光才 - 音楽／サウンドデザイン（2025年 - ）